# Claudia Soto
Claudia Paola Soto Figueroa (Chile Chico, Aysén, Chile; 6 de julio de 1993) es una exfutbolista chilena. Jugó de centrocampista defensiva o defensa central y su último equipo fue Universidad de Chile de la Primera División de fútbol femenino de Chile.
Fue internacional absoluta con la selección de Chile desde 2011.

## Trayectoria
Comenzó su carrera en el Colo-Colo, donde jugó en el primer equipo femenino por 6 años. Con el equipo albo ganó la Copa Libertadores Femenina 2012. Llegó a la final de la Copa Libertadores Femenina 2017, al eliminar a River Plate en semifinales, aunque perdieron la final ante Audax de Brasil.
Luego de su buena actuación en la Copa América 2018, la jugadora junto a Karen Araya fueron fichadas por el Grêmio Osasco Audax de Brasil, campeón de la Copa Libertadores 2017. Sin embargo el club, donde jugó por 9 años, no liberó su pase hasta tres meses después. El club en el mes de mayo emitió un comunicado expresando una demora en la respuesta del club brasileño. Debutó en Audax el 16 de mayo de 2018, donde además anotó 2 goles en la victoria por 5-1 ante Portuguesa.
En enero de 2019 fichó por el Santos FC. Debutó en el equipo de São Paulo el 19 de abril ante Ferroviária.
Después de una vasta trayectoria, y mediante sus redes sociales el 26 de marzo del 2022 comunica su retiro luego de 12 años de carrera.

## Selección nacional
Soto jugó con la selección sub-17 de Chile en la Copa Mundial Femenina de Fútbol Sub-17 de 2010 en Trinidad y Tobago.
Debutó con la selección de Chile el 15 de septiembre de 2017 en la derrota por 1-0 ante Francia.

### Partidos internacionales
| Selección chilena | Selección chilena | Selección chilena |
| Año               | Partidos          | Goles             |
| ----------------- | ----------------- | ----------------- |
| 2011              | 4                 | 0                 |
| 2013              | 2                 | 0                 |
| 2017              | 4                 | 0                 |
| 2018              | 11                | 0                 |
| 2019              | 6                 | 0                 |
| Total             | 27                | 0                 |

## Clubes
| Club                 | País   | Año         |
| -------------------- | ------ | ----------- |
| Colo-Colo            | Chile  | 2012 - 2017 |
| Grêmio Osasco Audax  | Brasil | 2018        |
| 3B da Amazônia       | Brasil | 2018        |
| Santos FC            | Brasil | 2019        |
| Santiago Morning     | Chile  | 2020        |
| Universidad de Chile | Chile  | 2021        |

## Palmarés

### Títulos nacionales
| Título              | Club                 | País  | Año  |
| ------------------- | -------------------- | ----- | ---- |
| Campeonato Nacional | Universidad de Chile | Chile | 2021 |

## Vida personal
En enero de 2019 fue nombrada hija ilustre de su natal Chile Chico por el alcalde Ricardo Ibarra y el concejo municipal.
A partir del 2021 trabaja en proyectos deportivos en su Chile Chico natal.